# Caiac canoe la Jocurile Olimpice de vară din 2000

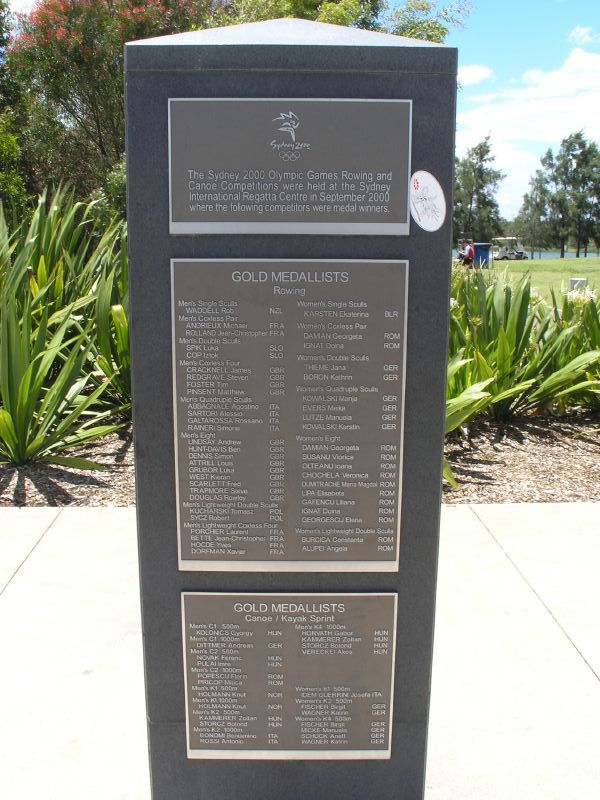
Coloana memorială olimpică

Probele sportive de caiac-canoe la Jocurile Olimpice de vară din 2000 au inclus probele de slalom, care au avut loc în perioada 17–22 septembrie pe Stadionul Whitewater Penrith, iar probele de sprint au avut loc în perioada 26 septembrie-1 octombrie la Centrul Internațional de Regate.

## Rezultate

### Slalom
| Probă                | Aur                                                      | Argint                                                     | Bronz                                   |
| C-1 masculin detalii | Tony Estanguet · Franța (FRA)                            | Michal Martikán · Slovacia (SVK)                           | Juraj Minčík · Slovacia (SVK)           |
| C-2 masculin detalii | Pavol Hochschorner · Peter Hochschorner · Slovacia (SVK) | Krzysztof Kołomański · Michał Staniszewski · Polonia (POL) | Marek Jiras · Tomáš Máder · Cehia (CZE) |
| K-1 masculin detalii | Thomas Schmidt · Germania (GER)                          | Paul Ratcliffe · Marea Britanie (GBR)                      | Pierpaolo Ferrazzi · Italia (ITA)       |
| K-1 feminin detalii  | Štěpánka Hilgertová · Cehia (CZE)                        | Brigitte Guibal · Franța (FRA)                             | Anne-Lise Bardet · Franța (FRA)         |

### Sprint
Masculin
| Probă                       | Aur                                                                             | Aur      | Argint                                                              | Argint   | Bronz                                                                                       | Bronz    |
| C-1 500 m masculin detalii  | György Kolonics · Ungaria (HUN)                                                 | 2:24,813 | Maksim Opalev · Rusia (RUS)                                         | 2:25,809 | Andreas Dittmer · Germania (GER)                                                            | 2:27,591 |
| C-1 1000 m masculin detalii | Andreas Dittmer · Germania (GER)                                                | 3:54,379 | Ledis Balceiro · Cuba (CUB)                                         | 3:56,071 | Stephen Giles · Canada (CAN)                                                                | 3:56,437 |
| C-2 500 m masculin detalii  | Ferenc Novák · Imre Pulai · Ungaria (HUN)                                       | 1:51,284 | Daniel Jędraszko · Paweł Baraszkiewicz · Polonia (POL)              | 1:51,536 | Mitică Pricop · Florin Popescu · România (ROU)                                              | 1:54,260 |
| C-2 1000 m masculin detalii | Florin Popescu · Mitică Pricop · România (ROU)                                  | 3:37,355 | Ibrahim Rojas · Leobaldo Pereira · Cuba (CUB)                       | 3:38,753 | Stefan Uteß · Lars Kober · Germania (GER)                                                   | 3:41,129 |
| K-1 500 m masculin detalii  | Knut Holmann · Norvegia (NOR)                                                   | 1:57,847 | Petar Merkov · Bulgaria (BUL)                                       | 1:58,393 | Michael Kolganov · Israel (ISR)                                                             | 1:59,563 |
| K-1 1000 m masculin detalii | Knut Holmann · Norvegia (NOR)                                                   | 3:33,269 | Petar Merkov · Bulgaria (BUL)                                       | 3:34,649 | Tim Brabants · Marea Britanie (GBR)                                                         | 3:35,057 |
| K-2 500 m masculin detalii  | Zoltán Kammerer · Botond Storcz · Ungaria (HUN)                                 | 1:47,055 | Daniel Collins · Andrew Trim · Australia (AUS)                      | 1:47,895 | Ronald Rauhe · Tim Wieskötter · Germania (GER)                                              | 1:48,771 |
| K-2 1000 m masculin detalii | Antonio Rossi · Beniamino Bonomi · Italia (ITA)                                 | 3:14,461 | Markus Oscarsson · Henrik Nilsson · Suedia (SWE)                    | 3:16,075 | Krisztián Bártfai · Krisztián Veréb · Ungaria (HUN)                                         | 3:16,357 |
| K-4 1000 m masculin detalii | Ungaria (HUN) · Ákos Vereckei · Gábor Horváth · Zoltán Kammerer · Botond Storcz | 2:55,188 | Germania (GER) · Jan Schäfer · Mark Zabel · Björn Bach · Stefan Ulm | 2:55,704 | Polonia (POL) · Grzegorz Kotowicz · Adam Seroczyński · Dariusz Białkowski · Marek Witkowski | 2:57,192 |

Feminin
| Probă                     | Aur                                                                            | Aur      | Argint                                                                       | Argint   | Bronz                                                                    | Bronz    |
| K-1 500 m feminin detalii | Josefa Idem · Italia (ITA)                                                     | 2:13,848 | Caroline Brunet · Canada (CAN)                                               | 2:14,646 | Katrin Borchert · Australia (AUS)                                        | 2:15,138 |
| K-2 500 m feminin detalii | Birgit Fischer Katrin Wagner (GER)                                             | 1:56,996 | Katalin Kovács Szilvia Szabó (HUN)                                           | 1:58,580 | Beata Sokołowska Aneta Pastuszka (POL)                                   | 1:58,784 |
| K-4 500 m feminin detalii | Germania (GER) · Birgit Fischer · Manuela Mucke · Anett Schuck · Katrin Wagner | 1:34,532 | Ungaria (HUN) · Rita Kőbán · Katalin Kovács · Szilvia Szabó · Erzsébet Viski | 1:34,946 | România (ROU) · Raluca Ioniță · Mariana Limbău · Elena Radu · Sanda Toma | 1:37,010 |

## Clasament pe medalii
| Loc   | Țară           | Aur | Argint | Bronz | Total |
| ----- | -------------- | --- | ------ | ----- | ----- |
| 1     | Ungaria        | 4   | 2      | 1     | 7     |
| 2     | Germania       | 4   | 1      | 3     | 8     |
| 3     | Italia         | 2   | –      | 1     | 3     |
| 4     | Norvegia       | 2   | –      | –     | 2     |
| 5     | Franța         | 1   | 1      | 1     | 3     |
| 5     | Slovacia       | 1   | 1      | 1     | 3     |
| 7     | România        | 1   | –      | 2     | 3     |
| 8     | Cehia          | 1   | –      | 1     | 2     |
| 9     | Polonia        | –   | 2      | 2     | 4     |
| 10    | Bulgaria       | –   | 2      | –     | 2     |
| 10    | Cuba           | –   | 2      | –     | 2     |
| 12    | Australia      | –   | 1      | 1     | 2     |
| 12    | Marea Britanie | –   | 1      | 1     | 2     |
| 12    | Canada         | –   | 1      | 1     | 2     |
| 15    | Rusia          | –   | 1      | –     | 1     |
| 15    | Suedia         | –   | 1      | –     | 1     |
| 17    | Israel         | –   | –      | 1     | 1     |
| Total | Total          | 16  | 16     | 16    | 48    |